# Sunrisers Hyderabad
Sunrisers Hyderabad é um clube de críquete da Índia. Sua sede fica na cidade de Hyderabad. A equipe disputa a Indian Premier League. Seu estádio é o Rajiv Gandhi International Cricket Stadium e tem capacidade para 55.000 espectadores.